# On est au monde

On est au monde est une compilation de vidéos de Noir Désir, conçue et réalisée par Henri-Jean Debon, qui regroupe certains clips de leurs albums, comme Un jour en France, L'Homme pressé, En route pour la joie, Marlène, etc. mais également des spots TV, des publicités refusées par le Bureau de Vérification de la Publicité et des discussions entre les membres du groupe, comme lors de leur voyage en train en ex-URSS.
D'abord parue sous la forme de 2 cassettes VHS en 1998, cette compilation est rééditée en 2006 en format DVD, agrémentée de nouveaux clips. Un second DVD contient les concerts enregistrés à Lyon (Le Transbordeur) et à Paris (La Cigale) en 1993.
Plusieurs des vidéos d'On est au monde sont aussi dans le DVD qui accompagne la version Deluxe de Soyons désinvoltes, n'ayons l'air de rien (2011).